# Maurice-Augustin Gomont
Pour les articles homonymes, voir Gomont (homonymie).
Maurice-Augustin Gomont né le 11 mai 1839 à Rouen où il est mort le 22 juin 1909 est un botaniste et un peintre français.

## Biographie
Henri-Augustin Gomont est historien, homme de lettres et auteur de poésies. Ses parents, Henri Augustin Gomont (1815-1848) et Charlotte Zulmée de Fréville Delorme (1818-1867) se marient à Rouen le 14 juin 1838. 
Il épouse le 21 novembre 1864 à Paris, Marie Berthe Parrod, dont il a un fils, Frédéric Gomont (1865-1895)[réf. nécessaire].
Veuf, il épouse en secondes noces, le 19 avril 1869 à Versailles, Aimée Zéphirine Gabrielle Renaud d'Avêne des Meloizes, descendante du comte Dufort de Cheverny, dont il a deux enfants, Marguerite et Henri[réf. nécessaire]. 

## Carrière scientifique
Élève au collège Bonaparte, il est notamment condisciple de Sully Prudhomme et de Sadi Carnot[réf. nécessaire]. 
Reçu au concours de l'École impériale forestière en 1858, il commence sa carrière de Garde général des forêts. Il se fait connaître notamment par une étude sur les oscillaires.

## Carrière artistique

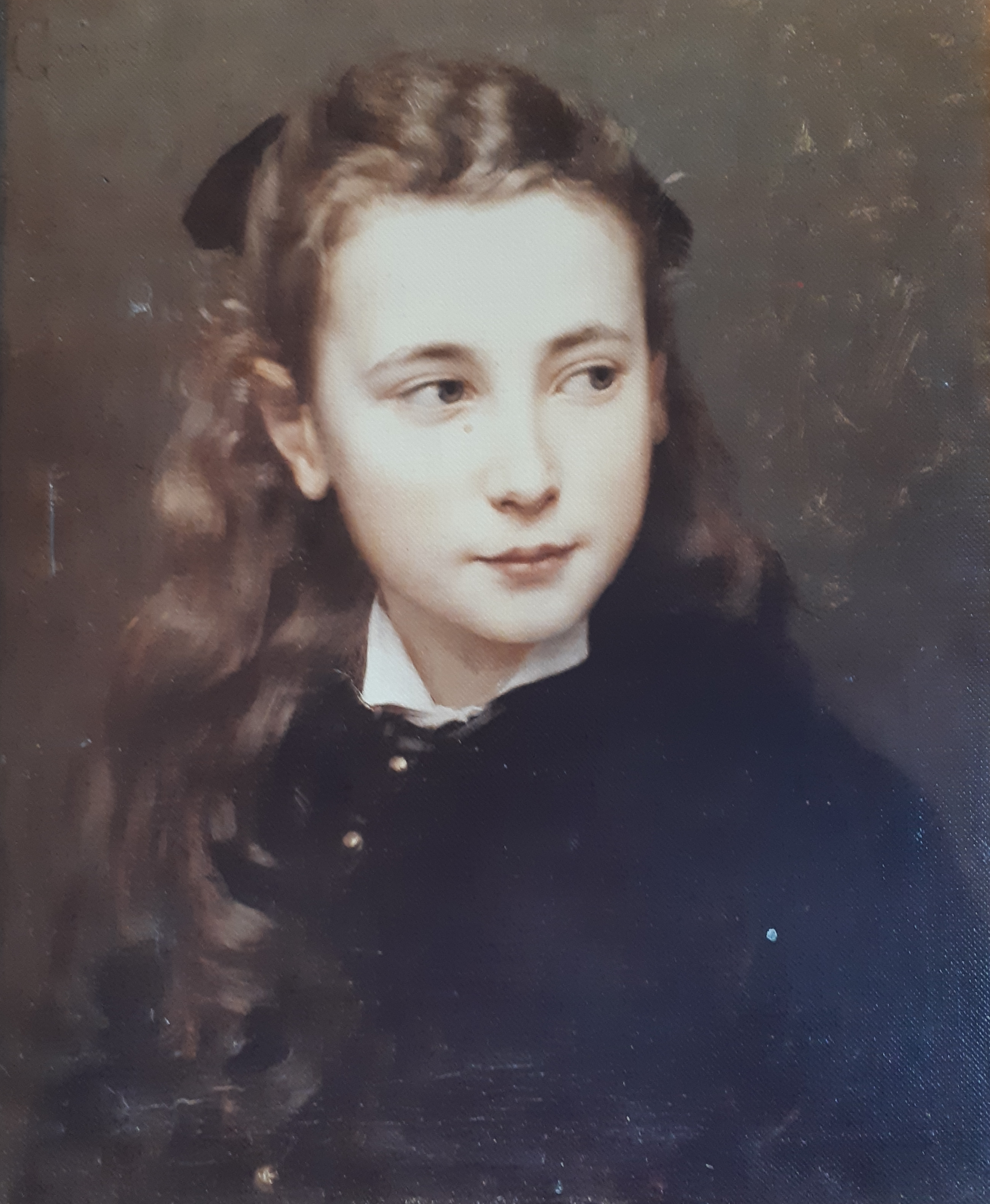
Attribué à Maurice-Augustin Gomont, Marguerite Gomont, portrait présumé de la fille de l'artiste, localisation France, œuvre d'une collection privée.

Élève d'Alexandre Desgoffe, d'Antoine Chazal et de William Bouguereau, Maurice-Augustin Gomont expose au Salon des artistes  français. Sa carrière scientifique le conduit à fermer son atelier en 1896. 

## Salons
- 1870 :  : Un cabinet de naturaliste (no 1216) ; Chasse au bois (no 1271).
- 1873 : Fleurs et objets de curiosité (no 656).
- 1874 : Prométhée enchaîné (no 836).
- 1876 : Chasseur (no 927).
- 1878 : L'Enfant prodigue gardant les pourceaux (no 1043).
- 1880 : Portrait de Mlle G. H (no 1652).
- 1881 : La Ragazinna.
- 1882 : Portrait d'enfant.
- 1884 : Fleurs et bibelots (no 1071) ; Un coin de table (no 1072).
- Salon des indépendants 1879-1907[pas clair] : Portrait de M. H. G [7].

## Publications
- Monographie des Oscillariées, Paris, Masson, 1893.